# Torfowiec okazały
Torfowiec okazały (Sphagnum riparium Ångström) – gatunek mchu z rodziny torfowcowatych (Sphagnaceae). Występuje w Europie, Chinach, Japonii, na wschodzie Rosji i na Syberii oraz w Ameryce Północnej.

## Rozmieszczenie geograficzne
W Europie występuje najliczniej w jej północno-wschodniej części. Obecny w strefie arktycznej – na północnych krańcach kontynentalnych Norwegii i Rosji, a także na Svalbardzie. W strefie borealnej od Islandii na zachodzie i Norwegii (w obu lokalizacjach jest rozproszony) przez Szwecję, Finlandię po północno-wschodnią i środkową Rosję aż do Uralu; w strefie tej rośnie również powyżej granicy drzew w górach. W strefie klimatu umiarkowanego typowego spotykany od Wielkiej Brytanii na zachodzie, gdzie jest rzadki (nienotowany w Irlandii i Irlandii Północnej), rozproszony od Belgii i Holandii przez centralną Europę po południowy Półwysep Fennoskandzki, kraje bałtyckie, Białoruś, Ukrainę oraz zachodnią i środkową Rosję na wschodzie. Jest obecny w Karpatach, także w Tatrach. Rzadki i rozproszony w austriackich, szwajcarskich i francuskich Alpach, miejscami osiągając wysokość około 1000 m n.p.m. W strefie okołośródziemnomorskiej rzadki w zachodnich Alpach i w Górach Dynarskich na terenie Słowenii, w Rumunii oraz Bułgarii, nie ma obserwacji z Portugalii. Nie jest znany ze strefy klimatu śródziemnomorskiego.
W Polsce występuje na terenie całego kraju, przy czym częściej na północy. W górach ma rozproszone stanowiska w Sudetach, gdzie rośnie na wysokości do 1405 m n.p.m., i Karpatach, przy czym w tych drugich znany jest tylko z Beskidu Śląskiego i Tatr.

## Morfologia i anatomia
PokrójTorfowiec wysoki i najczęściej dość duży, tworzący przeważnie zielone darnie, bardzo rzadko żółtawe lub brązowawe.
GłówkiDuże, dobrze rozwinięte, półkoliste lub koliste, z długimi gałązkami. Pączek wierzchołkowy ostry i wyraźnie wykształcony.
PęczkiZazwyczaj z czterema gałązkami, rzadziej pięcioma. Dwie (rzadziej trzy) gałązki odstające są tęgie i szpiczaste, mogą przypominać szczurzy ogon. Dwie (rzadziej trzy) gałązki zwisające są cieńsze, delikatniejsze, krótsze bądź dłuższe i przylegają do łodyżki.
ŁodyżkiGrube, do 1,1 mm średnicy, bladozielone, sztywne, ale dość kruche, przy zginaniu bądź łamaniu wydają stosunkowo głośny dźwięk przypominający trzeszczenie. Kora jest słabo rozwinięta, zbudowana z trzech bądź czterech mało zróżnicowanych, mniej lub bardziej rozdętych komórek. Cylinder wewnętrzny jest zielony do żółtego. Łodyżki gałązek mają dość wyraźnie wykształcone komórki retortowe i często zlokalizowane po 2(3) w linii.
Listki łodyżkoweDość duże, do 1,7 mm długości, językowato-trójkątne (owalno-językowate lub trójkątno-językowate), zwisające, z szeroko zaokrąglonym bądź nieco ostrym wierzchołkiem, z głębokim, poszarpanym wycięciem, sięgającym czasami jednej trzeciej długości liścia. Komórki wodne rzadko 1–2-dzielne, pozbawione listewek i porów, w okolicach pęknięcia zdecydowanie większe.
Listki gałązkoweDuże, do 2,6 mm długości, lancetowate, jajowato-lancetowate, wzniesione, odstające luźno na siebie zachodzące bądź rozproszone, bez pięciorzędowości, z wierzchołkiem ostrym i mocno podwiniętym, zbudowanym z komórek prozenchymatycznych. Komórki wodne na stronie grzbietowej są prawie płaskie i zazwyczaj nie mają porów lub jeden w rogu komórki, rzadko kilka małych, po stronie brzusznej są silnie rozdęte i mają kilka większych porów. Komórki chlorofilowe w przekroju poprzecznym od trójkątnych do trapezowych, nieco otwarte po stronie brzusznej, za to szeroko otwarte po stronie grzbietowej.

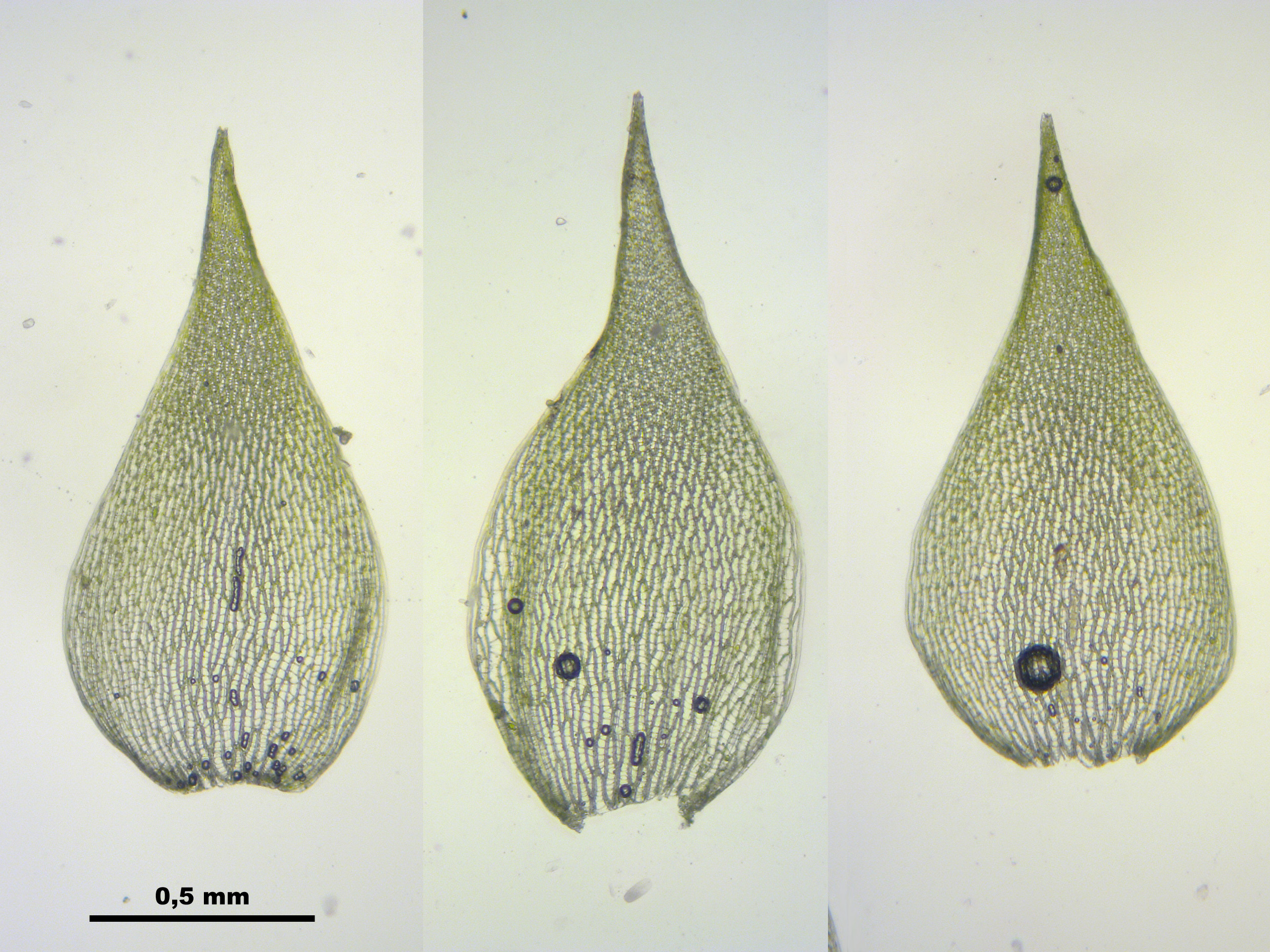
Listki gałązkowe
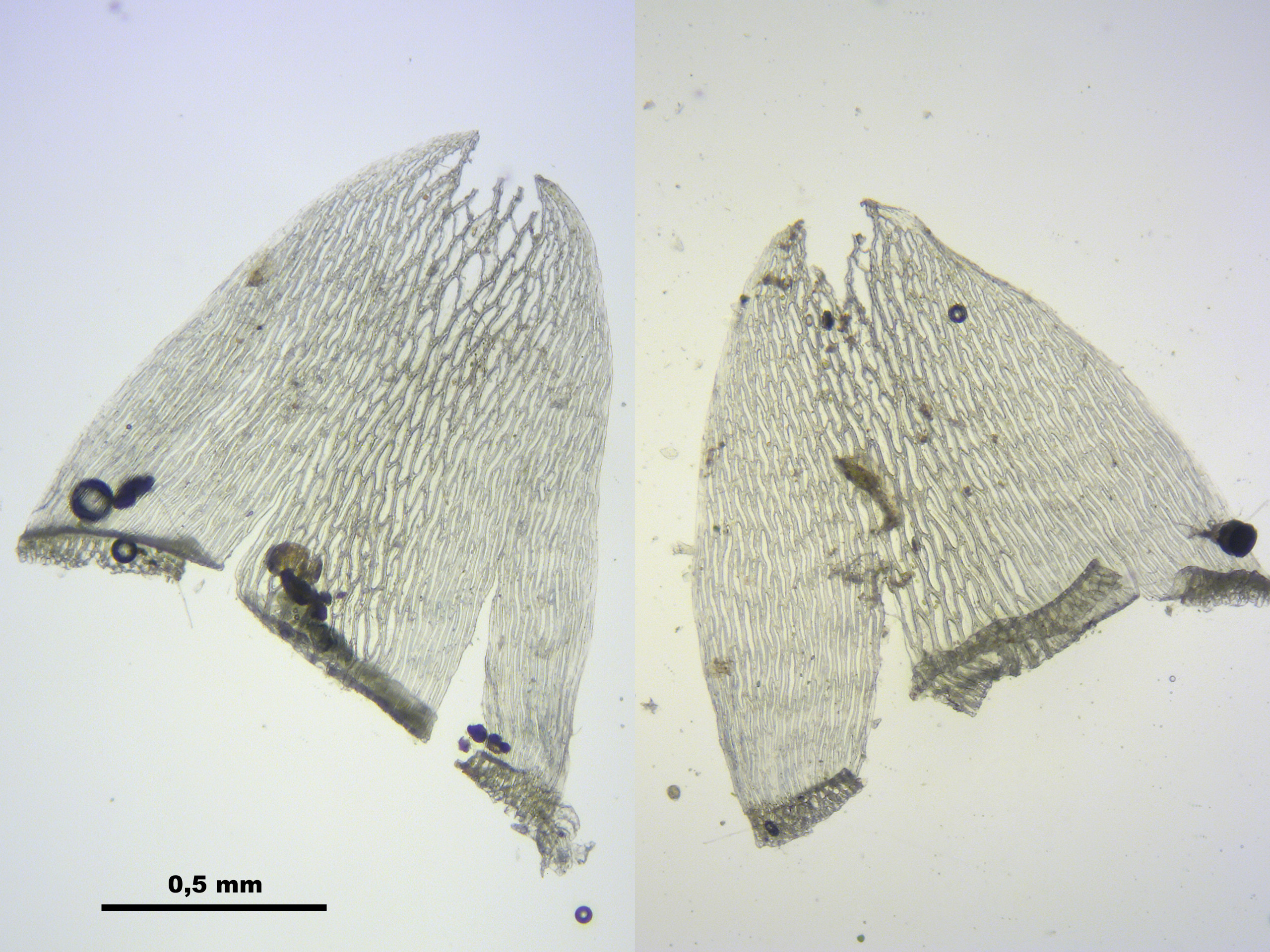
Listki łodyżkowe
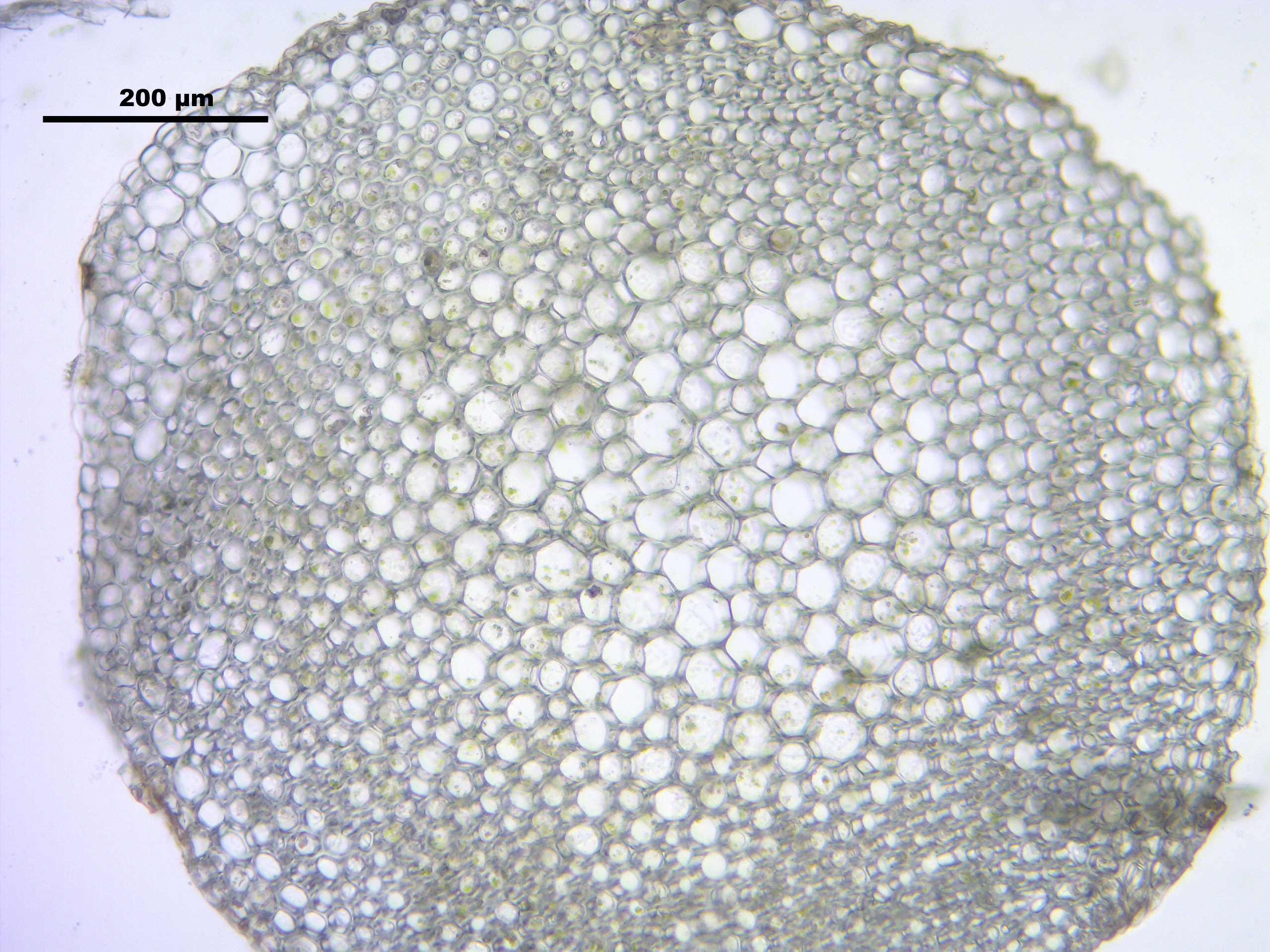
Przekrój poprzeczny przez łodyżkę

## Systematyka i zmienność

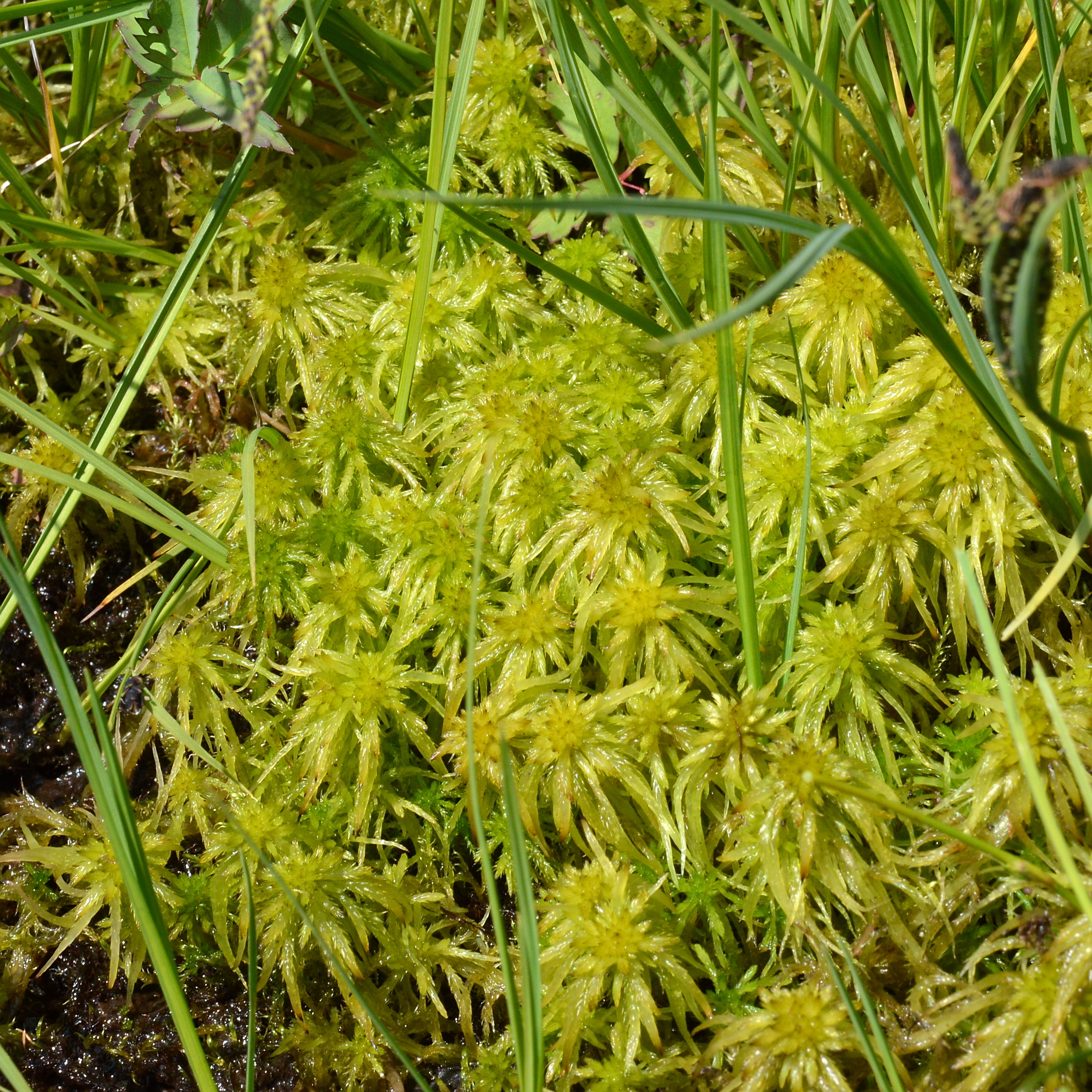
Darń torfowca okazałego

Gatunek zaliczany jest do podrodzaju Cuspidata Lindb. Podrodzaj obejmuje przeważnie dużych rozmiarów torfowce hydrofilne o długich łodyżkach, tworzące głębokie i miękkie darnie. W podrodzaju tym najczęściej spotyka się formy zielone i żółtozielone, nieco rzadziej żółte i brunatne, nie występują natomiast formy czerwone.
Jest dość łatwy do odróżnienia, aczkolwiek w suchych warunkach może przypominać torfowca Girgensohna. Oba te gatunki różnią wyraźnie listki łodyżkowe.

## Ekologia i biologia
Występuje na torfowiskach przejściowych i niskich, często zalesionych, na bagnach leśnych, w olsach, a także na brzegach stawów, jezior i rowów, oraz w wykopach (np. torfiankach), gdzie może tworzyć formy wodne.

## Ochrona
Gatunek jest objęty w Polsce ochroną od 2001 roku. W latach 2001–2004 podlegał ochronie częściowej, w latach 2004–2014 ochronie ścisłej, a od 2014 roku ponownie objęty jest ochroną częściową, na podstawie Rozporządzenia Ministra Środowiska z dnia 9 października 2014 r. w sprawie ochrony gatunkowej roślin.